# Penstemon
Genre
Classification APG III (2009)

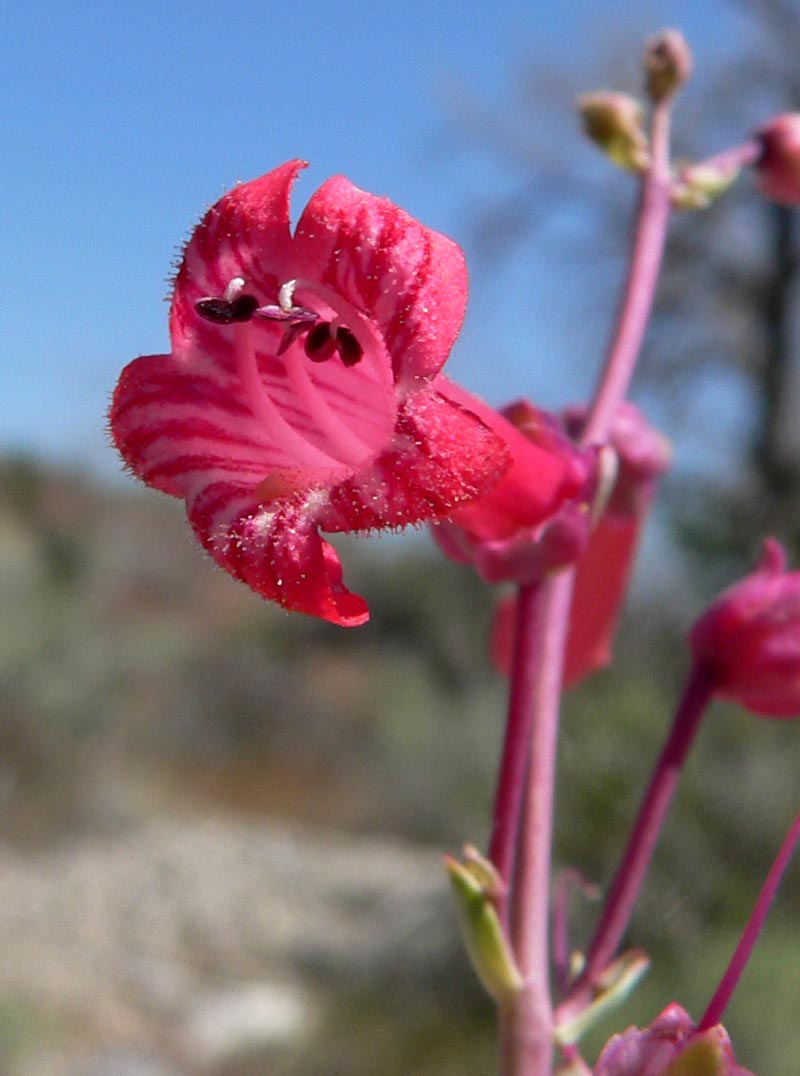
Penstemon utahensis

Penstemon est un genre très vaste de plantes à fleur d'Amérique du Nord (et d'Asie orientale) traditionnellement classées dans la famille des Scrophulariaceae.
D'après la recherche génétique récente, ce genre est aujourd'hui placé dans la très large famille des Plantaginaceae.
La plupart des espèces de Penstemon sont des plantes vivaces herbacées, le reste étant des arbustes. Les hauteurs peuvent varier de 10 cm à près de 3 mètres. La pollinisation ornithogame est due à la présence de nectaires qui alimentent les Colibris.

## Utilisation
Les Amérindiens utilisent depuis longtemps les racines de Penstemon pour soulager les maux de dents mais l'usage principal est aujourd'hui l'horticulture car les Penstemon sont parmi les plus belles fleurs indigènes d'Amérique du Nord.
L'Europe a cependant toujours été beaucoup plus active dans leur culture, et des centaines d'hybrides ont été conçus depuis le début des années 1800.
Un certain nombre d'espèces différentes ont été utilisées dans le processus d'hybridation, notamment P. cobaeus et P. hartwegii.
En Amérique du Nord, les espèces de Penstemon sont souvent utilisées en aménagement paysager de terrains secs car beaucoup sont originaires du désert (pas d'obligation d'arrosage artificiel) ou des régions montagneuses, donc très robustes.
L'une des plus importantes collections d'espèces Penstemon en Amérique du Nord se trouve à l'Arboretum de Flagstaff (Arizona), qui accueille un « festival Penstemon » chaque été.